# Anomiopsyllus montanus
Anomiopsyllus montanus är en loppart som beskrevs av Collins 1936. Anomiopsyllus montanus ingår i släktet Anomiopsyllus och familjen mullvadsloppor. Inga underarter finns listade i Catalogue of Life.